# Scream Bloody Gore
Scream Bloody Gore è l'album di debutto del gruppo musicale statunitense Death, pubblicato nel 1987 dalla Combat Records.

## Descrizione
Sebbene non vanti una produzione ed una esecuzione tecnica eccellenti, è considerato da molti una pietra miliare nella storia dell'heavy metal, avendo posto le basi per la nascita del death metal. Il disco infatti, da un lato ancora molto vicino alla tradizione thrash dell'epoca, presenta numerosi elementi innovativi che diverranno marchi di fabbrica dell'allora nascente genere: i testi sono incentrati su atmosfere horror cruente e sanguinose, la violenza musicale viene esasperata con cambiamenti improvvisi di tempo e riff caotici e velocissimi, le urla disperate del cantato di Schuldiner, per la prima volta sistematicamente in growl, contribuiscono a creare sonorità selvagge e aggressive.
L'album è stato rimasterizzato tre volte: nel 1999, nel 2008 e nel 2016. Mentre le prime due riedizioni contengono  rispettivamente due e una traccia dal vivo bonus, la terza riedizione pubblicata dalla Relapse Records comprende anche due dischi bonus contenenti numerose registrazioni provenienti da sessioni di prova del gruppo risalenti alla primavera/estate 1986.

## Tracce
Testi e musiche di Chuck Schuldiner.
1. Infernal Death – 2:54
2. Zombie Ritual – 4:35
3. Denial of Life – 3:37
4. Sacrificial – 3:43
5. Mutilation – 3:30
6. Regurgitated Guts – 3:47
7. Baptized in Blood – 4:31
8. Torn to Pieces – 3:38
9. Evil Dead – 3:01
10. Scream Bloody Gore – 4:35

Tracce bonus nella riedizione del 1990
1. Beyond the Unholy Grave – 3:08
2. Land of No Return – 3:00

Tracce bonus nella riedizione del 2016
1. Beyond the Unholy Grave – 3:08
2. Land of No Return – 3:00
3. Open Casket (Live)
4. Choke on It (Live)

## Formazione
- Chuck Schuldiner – voce, chitarra, basso
- Chris Reifert – batteria